# Cronos Airlines
Cronos Airlines is een luchtvaartmaatschappij uit Equatoriaal-Guinea met als thuisbasis in Malabo. Vanuit deze thuisbasis voert zij passagiers-, vracht- en chartervluchten binnen Equatoriaal-Guinea.
De luchtvaartmaatschappij staat op de Europese zwarte lijst (14 juli 2009) en mag dus niet naar landen van de Europese Unie vliegen.

## Geschiedenis
Cronos Airlines is in 2007 opgericht.
Cronos Airlies voert lijndiensten uit naar: (aug 2009)
Binnenland:
- Malabo, Bata

## Vloot
De vloot van Cronos Airlines bestaat uit: (juli 2016)
- 1 BAe 146-200
- 1 BAe 146-300
- 2 Embraer ERJ-135